# Hogna ocyalina
Hogna ocyalina är en spindelart som först beskrevs av Simon 1910.  Hogna ocyalina ingår i släktet Hogna och familjen vargspindlar.
Artens utbredningsområde är Namibia. Inga underarter finns listade i Catalogue of Life.